# Mielniki (rejon małorycki)
Mielniki (biał. Мельнікі, Mielniki; ros. Мельники, Mielniki) – wieś na Białorusi, w obwodzie brzeskim, w rejonie małoryckim, w sielsowiecie Chocisław, nad Małorytą.
Znajduje się tu przystanek kolejowy Mielniki, położony na linii Chocisław – Brześć.

## Historia
W dwudziestoleciu międzywojennym leżały w Polsce, w województwie poleskim, w powiecie brzeskim, w gminie Małoryta. W 1921 wieś liczyła 443 mieszkańców, wśród których 428 zadeklarowało narodowość białoruską i 15 inną. Wszyscy mieszkańcy byli wyznania prawosławnego.
Po II wojnie światowej w granicach Związku Sowieckiego. Od 1991 w niepodległej Białorusi.